# Dick Benschop
Dick Anne (Dick) Benschop (Driebergen, 5 november 1957) is een Nederlands voormalig politicus en bestuurder. Hij was staatssecretaris van Buitenlandse Zaken voor de Partij van de Arbeid (PvdA) in het kabinet-Kok II. Benschop was president-directeur van Shell Nederland en tot 1 november 2022 president-directeur van Koninklijke Schiphol Group.

## Loopbaan

### Politiek
Benschop studeerde geschiedenis aan de Vrije Universiteit. Hij begon zijn carrière bij de PvdA als de persoonlijk medewerker van Joop den Uyl. Na diens dood groeide hij uit tot een vertrouweling en adviseur van Wim Kok, wiens persoonlijk medewerker hij was geweest toen Kok in de Kamer zat. Hij was enkele jaren directeur van het partijbureau van de PvdA, en was als adviseur betrokken bij verkiezingscampagnes. Tevens was hij lid van het Commissariaat voor de Media, in de periode 1996 tot 1998.
Op 3 augustus 1998 werd hij benoemd tot staatssecretaris van Buitenlandse Zaken. Hij was in deze functie belast met Europese Zaken en Internationaal Milieubeleid. Op de Europese Top van Berlijn in 1999 wist hij te bewerkstelligen dat Nederland tot 2002 meer dan twee miljard gulden kon besparen op Europese afdrachten. Hij leidde de Nederlandse delegatie op de VN-klimaatconferentie in 2000 en speelde een belangrijke rol bij de onderhandelingen over het Verdrag van Nice.
Benschop was in 2002 een belangrijke kandidaat om Ad Melkert op te volgen als fractievoorzitter, indien deze premier zou worden. Na de voor de PvdA desastreus verlopen Tweede Kamerverkiezingen 2002 trok hij zich echter terug als kandidaat. Achteraf stelde hij dat hij vanuit zijn rol als campagneleider meer aandacht aan zorg en integratie had moeten besteden en scherper had moeten kiezen tussen het verdedigen van Paars of vernieuwing. Na een oproep van fractievoorzitter Jeltje van Nieuwenhoven aan de fractie om ruimte te maken voor verjonging was Benschop een van de Tweede Kamerleden die zijn zetel opgaf, naar eigen zeggen omdat hij zich niet geschikt achtte voor het voeren van oppositie.

### Shell
Na zijn terugtrekking uit de actieve politiek werd hij in juni 2003 vicepresident Strategie en fusies en overnames bij Shell, divisie Shell Energy Europe. Hij was vanaf 2006 vicepresident van Shell Malaysia Gas & Power en woonde in Maleisië. Eind augustus 2009 keerde hij terug naar Nederland en ging in Den Haag wonen. In mei 2011 werd hij benoemd tot president-directeur van Shell Nederland. In januari 2016 werd hij opgevolgd door Marjan van Loon en ging hij zich binnen Shell op samenwerkingsverbanden richten.
In 2022 bleek uit onderzoek van dagblad NRC dat Benschop in zijn Shell-tijd achter de schermen een bepalende invloed heeft gehad op het kabinetsbesluit de gaswinning uit het Groningenveld in 2013 ongemoeid te laten. Daardoor kon in het jaar na de zwaarste aardbeving in Groningen tot dan toe een recordhoeveelheid Gronings gas worden gewonnen, tot woede van Groningers en Kamerleden.
Op 8 september 2022 verscheen hij voor de parlementaire enquête naar aardgaswinning Groningen. Daar gaf hij toe dat hij zich als Shell-topman na de aardbeving in Huizinge de vraag had moeten stellen of het niet verstandiger zou zijn geweest om de gasproductie te verlagen.

### Schiphol
Op 1 mei 2018 werd Benschop president-directeur van Koninklijke Schiphol Group en daarmee van luchthaven Schiphol. Als topman kreeg hij te maken met de coronacrisis die in 2020 en 2021 leidde tot fors minder vliegverkeer. Volgens omwonenden deed hij onvoldoende om zijn visie uit te dragen op de toekomst van de luchtvaart, ondanks zijn afhankelijkheid van de aandeelhouders. Zijn aanpak tijdens de coronacrisis en zijn aanzet tot verduurzaming van de luchtvaart werden destijds positief beoordeeld door de raad van commissarissen.
In januari 2022 liet Benschop weten vast te houden aan het maximale aantal vliegbewegingen van Schiphol en het beleid van gematigde groei in combinatie met investeringen in kwaliteit van de leefomgeving en duurzaamheid. Dit zou in lijn zijn met de inhoud van het coalitieakkoord en de Luchtvaartnota.
In het voorjaar van 2022 kreeg hij kritiek vanwege stagnerende dienstverlening door personeelstekorten, wat onder meer voor lange wachtrijen van passagiers voor de beveiligingscontrole zorgde.
Op 15 september 2022 kondigde Benschop zijn vertrek aan bij de Schiphol Groep, na voortdurende chaos op de luchthaven waardoor er bij betrokken partijen twijfel was ontstaan over zijn vermogen om de problemen aan te pakken.

### Andere activiteiten
Benschop was voorzitter van de raad van toezicht van The Hague Institute for Global Justice. In mei 2018 ging het instituut failliet.
Benschop is lid van de Trilaterale commissie, een privéorganisatie die als doel heeft om de economische en politieke samenwerking te bevorderen tussen Europa, Zuidoost-Azië en Noord-Amerika.
Sinds 1 juni 2017 is Benschop niet-uitvoerend bestuursvoorzitter van het Oranje Fonds.

## Trivia
Benschop kwam als personage voor in Het jaar van Fortuyn. Hij werd gespeeld door Tijn Docter.
- International Standard Name Identifier: 0000 0000 2341 7731
- Library of Congress Control Number: n84019222
- Nederlandse Thesaurus van Auteursnamen: 072210265
- Parlement.com: vg09llpo6et2
- Virtual International Authority File: 240790209
- WorldCat: E39PBJtmvrvbfXpQPQBXhKH3cP